# HD 209458
HD 209458, auch bekannt unter seiner Veränderlichen-Bezeichnung V376 Pegasi, ist ein Stern mit der scheinbaren Helligkeit 8 mag im Sternbild Pegasus. Der Stern ist der Sonne sehr ähnlich, hat die Spektralklasse G0 V und ist von der Sonne 160 Lichtjahre weit entfernt. 1999 entdeckten zwei Teams unabhängig voneinander die Existenz eines Begleiters mit der Bezeichnung HD 209458 b.

## Daten des Sterns
Die Masse des Sterns beträgt etwa 110 % der Sonnenmasse, der Radius ist etwa 1,1-fach größer als der der Sonne. Die Oberflächentemperatur von 6000 Kelvin erzeugt eine 1,6-fach hellere Leuchtkraft als die der Sonne. Das Alter des Sternes wird auf 4 bis 7 Milliarden Jahre geschätzt, die Rotation um die eigene Achse dauert 14,4 Tage.

## Daten des Begleiters
Der Planet mit der Bezeichnung HD 209458 b steht im Blickpunkt der Forschung, weil bei ersten Untersuchungen starke Anzeichen für Wasserdampf gefunden wurden. Die Masse des Planeten beträgt 69 % der Jupitermasse. Mit einem Bahnradius von 0,045 AE umläuft er seinen Zentralstern 8-mal dichter als Merkur. Ein Umlauf dauert lediglich dreieinhalb Tage.